# Charles-Gonthier de Schwarzbourg-Sondershausen
Titre
Prince de Schwarzbourg-Sondershausen
17 juillet 1880 – 28 mars 1909
(28 ans, 8 mois et 11 jours)
Charles-Gonthier est un prince de la maison de Schwarzbourg né le 7 août 1830 à Arnstadt et mort le 28 mars 1909 à Dresde. Il règne sur la principauté de Schwarzbourg-Sondershausen de 1880 à sa mort.

## Biographie
Charles-Gonthier est le troisième des quatre enfants du prince Gonthier-Frédéric-Charles II de Schwarzbourg-Sondershausen et de sa première épouse Caroline de Schwarzbourg-Rudolstadt. Son frère aîné Gonthier meurt enfant en 1833 en même temps que leur mère, faisant de lui, à 2 ans, un orphelin de mère et l'héritier de son père. En 1835, le prince Gonthier Charles Frédéric se remarie avec la princesse Mathilde de Hohenlohe-Öhringen qui lui donne une fille et un fils peu avant d'accéder à la couronne. La princesse est une femme cultivée et ouverte à l'art. Le mariage est rompu en 1852.
Il poursuit ses études à l'université de Bonn avant de rejoindre l'armée prussienne, au sein de laquelle il participe à la guerre austro-prussienne de 1866.
Son père abdique le 17 juillet 1880 en raison de son grand âge et d'une maladie des yeux. Passionné de chasse, Charles-Gonthier est victime d'un accident en se livrant à cette activité en 1906. Il passe les dernières années de sa vie cloué dans un lit d'hôpital, jusqu'à sa mort trois ans plus tard. La lignée de Schwarzbourg-Sondershausen s'éteint avec lui, et la principauté revient à son cousin éloigné Gonthier-Victor de Schwarzbourg, le prince de Schwarzbourg-Rudolstadt.

## Décorations
- Ordre de l'Aigle noir
- Ordre de Saint-Hubert
- Ordre protestant de Saint-Jean
- Ordre de la Couronne de Wende